# Мечеть аль-Азхар
Аль-Азхар (араб. >جامع الأزهر — мечеть найсяючого) — одна з найважливіших мечетей Єгипту і одна з найзнаменитіших у мусульманському світі.

## Історія
Збудована у 970-972 за розпорядженням фатимідського воєначальника Джаухара. Завдяки допомозі Фатімідів мечеть процвітала, у ній велося також викладання ісмаїлітської доктрини.
Після взяття Каїра Саладіном в 1171 перетворилася на рядову мечеть, де вже велося викладання сунітських дисциплін, згодом мечеть стала однією з твердинь сунітської ортодоксії.
За мамлюцького султана аз-Захіра Байбарса (1260-1277) відремонтовано застарілу будівлю та покращено утримання викладачів та учнів.
З 1266 в мечеті відновили читання проповідей (хутба).
Аль-Азхар століттями служив притулком для гнаних та мандрівників; в ньому селилася частина іногородніх та іноземних викладачів та учнів; суфії влаштовували у ньому свої зикри. Багато знаменних подій розгорталися в стінах аль-Азхара та на площі перед ним.
На початку XIX століття викладачі університету очолили рух проти французької окупації.